# Albaida del Aljarafe
Albaida del Aljarafe es un municipio y localidad española de la provincia de Sevilla, en la comunidad autónoma de Andalucía. Su población es de 3223 habitantes (INE 2024), la extensión superficial es de 11 km² y tiene una densidad de 295 hab./km².

## Geografía
Villa situada a 17 km de la capital de la provincia. Las coordenadas son 37.425563°N de latitud y -6.165293°O de longitud. Se encuentra situada a una altitud de 163 m sobre el nivel del mar, muy cercana al Corredor Verde del Guadiamar, que ostenta la calificación de espacio natural protegido. Este lugar influye en el territorio, incluyéndolo en diversas rutas e itinerarios.
| Aznalcóllar       | Gerena |                                   |
|                   |        | Salteras                          |
| Sanlúcar la Mayor |        | Olivares y Villanueva del Ariscal |

Se accede desde Camas N-630 y A-8077 o Sanlúcar la Mayor A-8077; desvío SE-3406 a la altura de Olivares.

## Historia
La historia de Albaida se remonta a los turdetanos en el siglo VI a. C., quienes (según C. Franco. "ALBAIDA, evolución histórica de un nombre") la denomimaron Maenuba, por su cercanía al río del mismo nombre. Este nombre estuvo vigente hasta la conquista romana del Aljarafe, por Publio Cornelio Escipión, quién tenía de lugarteniente a Gaius Laelius (el Viejo). Sería en el año 140 a C. cuando el hijo de este Gaius Laelius Sapiens, en homenaje a su padre, otorgó a la ciudad, el nombre de Laelia. Laelia fue un centro importante en la época romana, hasta el punto de acuñar moneda propia, según la publicación de Ceán Bermúdez.
Su actual nombre es una derivación del que le dieron los mulsumanes, "Solluqar Al-bayda" (la blanca). Pasó a llamarse Sanlúcar de Albaida hasta que tomó el nombre de Albaida, que conservó hasta la reforma de la nomenclatura municipal de 1916, cuando pasó a denominarse Albaida de Aljarafe.

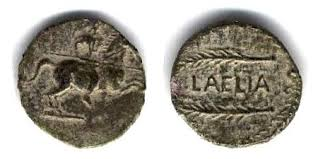
Moneda de Laelia

Fue conquistada en 1246 por el maestre de la Orden de Santiago don Pelayo Pérez Correa. Después de la conquista de Sevilla, pasó a formar parte de los terrenos cedidos al infante Don Fadrique, conservándose aún en la actualidad la torre que así lo confirma.
Posteriormente perteneció al Cabildo Catedralicio de la Provincia, hasta que en el siglo XVII pasó a formar parte del señorío de los Conde-Duques de Olivares, quienes aprovecharon su dominio y poder, para robar todo lo que pudieron en beneficio propio y de la villa de Olivares. Hay constancia de que muchos objetos de culto de la actual excolegiata de Olivares pertenecían a la parroquia de Albaida, en los desgraciados tiempos de la casa de Guzmán.
Consta en los archivos del templo catedralicio sevillano, que para poder tomar posesión de la villa de Albaida, el Conde Duque hubo de mandar tropas que tomarán la iglesia del pueblo, donde los albaidejos se habían hecho fuertes para defender su negativa a pertenecer al Señorío de Guzmán.

## Demografía
Cuenta con una población de 3223 habitantes (INE 2024).
| Gráfica de evolución demográfica de Albaida del Aljarafe entre 1842 y 2021                                          |
| |
| Población de derecho según los censos de población del INE Población de hecho según los censos de población del INE |

### Evolución demográfica
Se observa un crecimiento progresivo de habitantes, disparado en los últimos años por la construcción masiva de casas unifamiliares, siguiendo una ola urbanística de auge en el Aljarafe. Es localidad donde se sigue conservando la pronunciación de la LL palatal lateral frente al general yeísmo.
Porcentaje de población menor de 20 años en 2022: 26 %
Porcentaje de población mayor de 65 años en 2022: 11,3 %
Variación relativa de la población en diez años 2012-2022: 8,3 %
Edad media en 2022: 38 años.

## Economía
Municipio eminentemente agrícola y ganadero. En el ámbito de la agricultura predomina sobre todo el olivar de verdeo, seguido a distancia por los cereales y las oleaginosas. Menor incidencia poseen las leguminosas, frutales, agrios y olivar de molino. En la ganadería, domina la caprina y la porcina. En inferior importancia el vacuno, caballar y mular. Cuenta con industrias relevantes de la aceituna de mesa como http://www.olivaida.com/. Como dato curioso, en el municipio se encuentra uno de los pocos hornos de ladrillos artesanos que quedan en Andalucía.Oficio que se remonta a la Edad Media. En particular, la población de Albaida se socializa a través de las hermandades.

### Evolución de la deuda viva municipal
| Gráfica de evolución de Deuda viva del Ayuntamiento de Albaida del Aljarafe entre 2008 y 2019                                |
| |
| Deuda viva del Ayuntamiento de Albaida del Aljarafe en miles de Euros según datos del Ministerio de Hacienda y Ad. Públicas. |

## Patrimonio
Conserva restos arqueológicos de asentamientos en las épocas prerromana (turdetanos) y del Alto Imperio romano.       
- Restos romanos: en la zona denominada Fuente Salobre y Fuente Archena.
- Restos musulmanes: son numerosas las acequias, galerías y otros vestigios de esa cultura, en el propio pueblo.
- Torre de don Fadrique: llamada "Torre Mocha" por los vecinos debido a la falta de su parte superior.Sobre su puerta se puede leer una lápida que dice: "El infante Don Frederic mando facer esta torre", lo cual permite fecharla en la segunda mitad del siglo XIII. Aunque estudios posteriores la atribuyen al periodo islámico. Don Fadrique la reconstruyó.

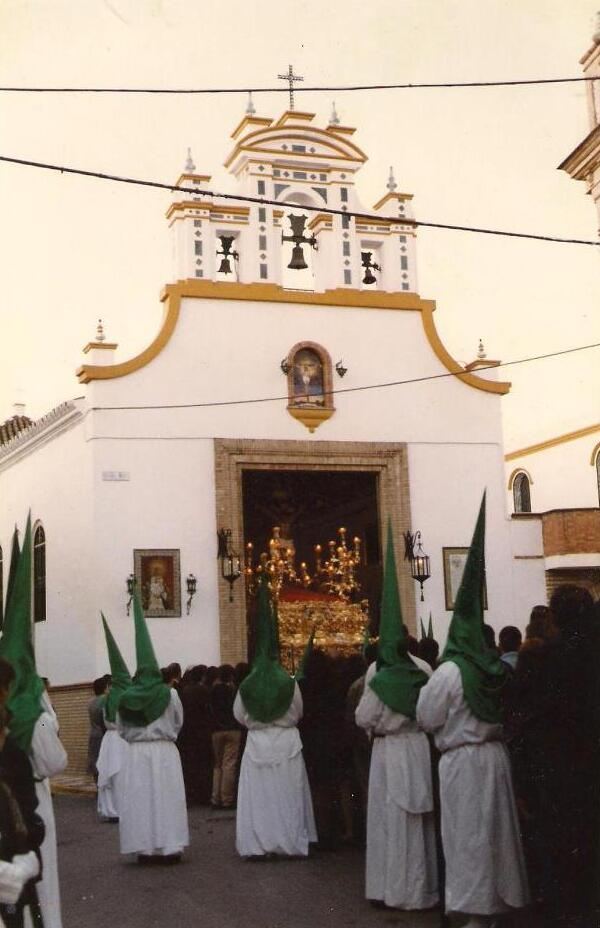
Salida del Cristo de la Vera Cruz

- Hermandad de la Vera+Cruz: Edificio de nueva planta construido sobre la antigua ermita del siglo XVII que se derrumbó a mediados del siglo XX y de la cual se conserva una puerta ojival. Su actual construcción es de planta de cajón con una sencilla espadaña. Alberga imágenes del stmo. Cristo de la Vera+Cruz y la Virgen de la Piedad, de considerable interés de los siglos XVI y XVII así como un valioso patrimonio.

### Torre de don Fadrique

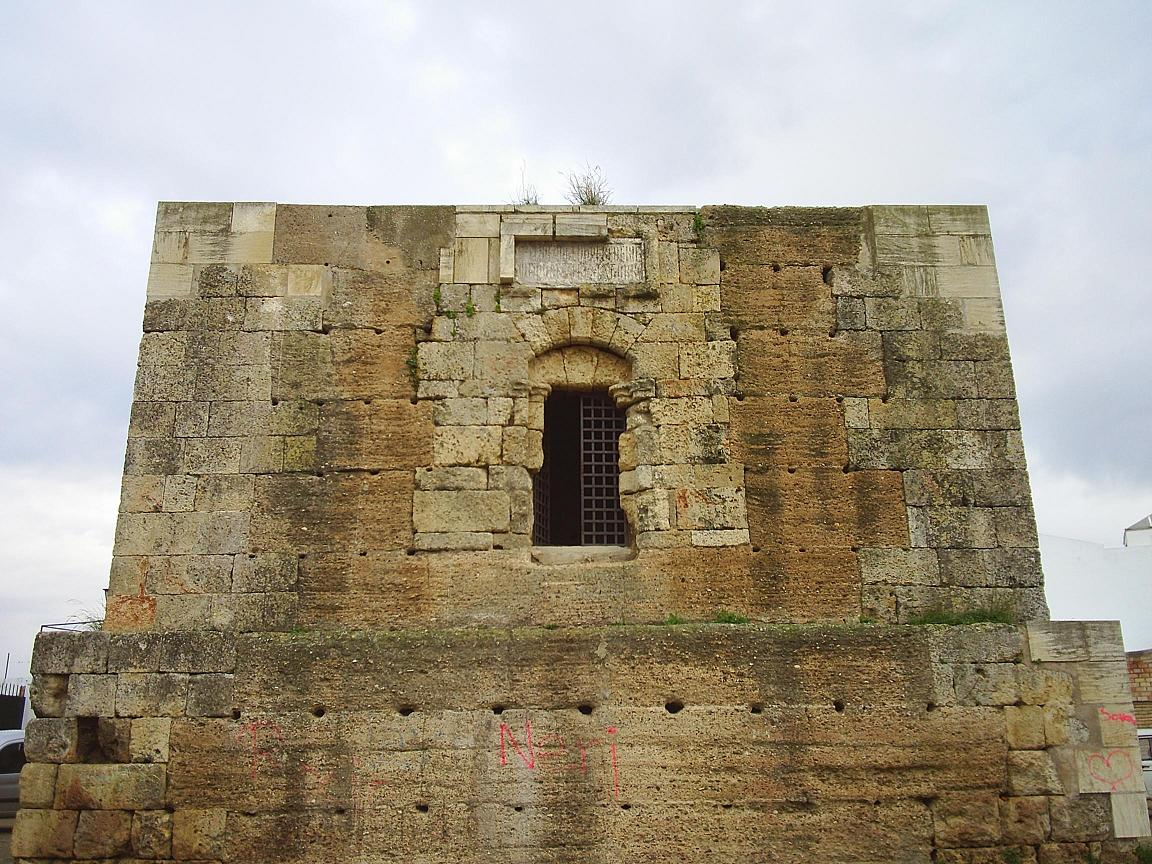
Torre de Don Fadrique.

Fue construida en 1253 por el infante Don Fadrique de Castilla (1223-1277), hijo que fue de Fernando III "El Santo" y de Beatriz de Suabia y hermano, por tanto, de Alfonso X "El Sabio" según consta en una piedra labrada de la propia torre, en la que se puede leer en caracteres góticos: EL INFANTE DON FREDERIC MANDO FAZER ESTA TORRE,aunque estudios posteriores han determinado que el origen de la torre es árabe. También llamada Torre Mocha por lo escaso de sus atributos arquitectónicos al carecer de barbacanas y pretiles, siendo totalmente plana su cubierta.
La huella de su planta es de forma rectangular y la determinaron por las dimensiones de unidades de la vara castellana: 10 × 12; (8,359 m × 10,03 m). Está comunicada con el centro de la villa mediante una red de galerías subterráneas las cuales, hoy, están totalmente destruidas o abandonadas. La torre está situada en el mismo cerro donde también se ubica el municipio y desde el que se domina toda la llanura hasta Aznalcóllar y Gerena, y por donde discurre el río Guadiamar.
El día 25 de junio de 1985, fue declarada bien de interés cultural del patrimonio histórico andaluz en El Aljarafe.

### Iglesia parroquial de Nuestra Señora de la Asunción
Templo que data del siglo XVIII, de estilo neoclásico, construido sobre el original del siglo XIV y de estilo mudéjar, derribado por el terremoto de Lisboa (1755). Contiene imágenes, lienzos y otros objetos litúrgicos de gran valor de los siglos XVII, XVIII y XIX.

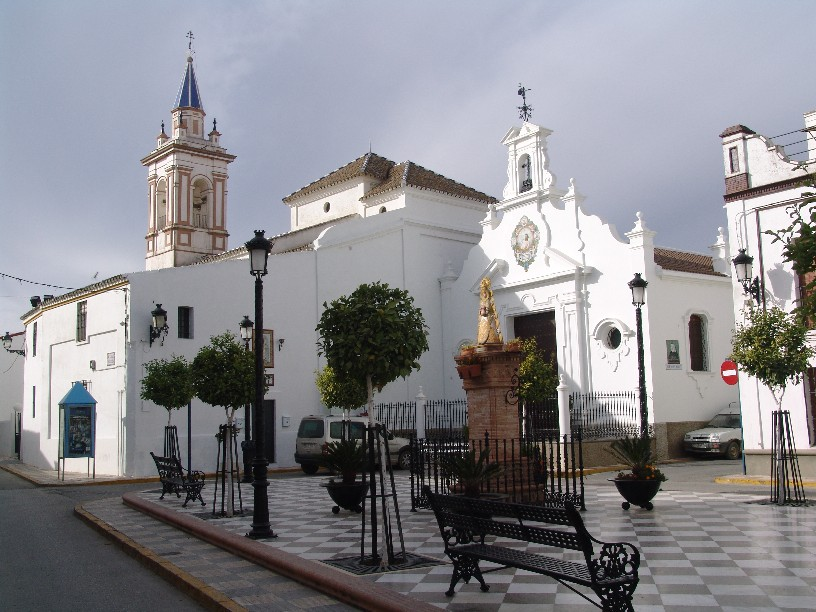

Este templo es sede canónica de las siguientes hermandades:
- Hermandad de la Soledad, que cuenta con las tallas del Santísimo Cristo de los Afligidos y de María Santísima de los Dolores en su Soledad. Se tiene constancia de ella desde 1637.
- Hermandad Sacramental
- Hermandad filial del Rocío nº113 http://www.rocio.com/hermandad/hermandad-de-albaida-del-aljarafe/

## Fiestas religiosas
- El día de San Sebastián,(20 de enero) patrón de la villa.
- Semana Santa: Sus dos Hermandades (VERA+CRUZ Y SOLEDAD) hacen Estación de Penitencia el Viernes Santo; y el Domingo de Resurrección por la mañana la Virgen de los Dolores en su Soledad realiza las Venias ante el Stmo Sacramento en la plaza principal del pueblo y en la tarde tiene lugar la procesión gloriosa con dicha imagen.
- Festividad de la Cruz de mayo, celebrada la dominica más cercana al 3 de mayo, la Santa Cruz recorre las calles del pueblo portada por los jóvenes cofrades.
- Romería del Rocio.
- Corpus Christi.
- Festividad de la Virgen de los Dolores en su Soledad, del 4 al 10 de septiembre, teniendo lugar en dichos días la Romería al Santuario de Ntra Sra de Loreto (Espartinas) el 6 de septiembre y siendo la salida gloriosa de la Virgen de la Soledad el 8 de septiembre.
- Festividad de la Santa Vera+cruz: a mediados del mes de septiembre, saliendo el sábado más cercano al día 14 en procesión de gloria Ntra. Madre y Sra. de la Piedad.

## Deportes
En Albaida hay numerosas asociaciones que se encargan en promover el deporte de nuestro municipio:
- CD Albaida es el equipo de fútbol del pueblo.

## Administración y política
Alcaldes desde 1979
| Alcalde, -esa           | Inicio del mandato | Fin del mandato | Partido | Partido                                  |
| Manuel Castilla López   | 1979               | 1983            |         | Unión de Centro Democrático (UCD)        |
| José Luis García Fraile | 1983               | 2003            |         | Partido Popular (PP)                     |
| Soledad Cabezón Ruiz    | 2003               | 2011            |         | Partido Socialista Obrero Español (PSOE) |
| José Antonio Gelo López | 2011               | -               |         | Partido Socialista Obrero Español (PSOE) |